# Пенелопи (Тексас)
Пенелопи (енгл. Penelope) град је у америчкој савезној држави Тексас. По попису становништва из 2010. у њему је живело 198 становника.

## Демографија
Према попису становништва из 2010. у граду је живело 198 становника, што је 13 (6,2%) становника мање него 2000. године.
| Група             | 2000.       | 2010.       |
| Белци             | 141 (66,8%) | 144 (72,7%) |
| Афроамериканци    | 13 (6,2%)   | 2 (1,0%)    |
| Азијати           | 0 (0,0%)    | 2 (1,0%)    |
| Хиспаноамериканци | 54 (25,6%)  | 50 (25,3%)  |
| Укупно            | 211         | 198         |